# علیرضا افضل
علیرضا افضل (زادهٔ ۲۴ فروردین ۱۳۵۳ در اصفهان) بازیکن سابق و مربی فوتسال اهل ایران است.
وی در تیم ملی فوتسال ایران بازی کرده است.

## افتخارات مربیگری
- لیگ برتر فوتسال ایران
  - قهرمانی (۴): ۱۳۸۷ (فولاد ماهان) - ۱۳۹۱ (گیتی‌پسند)-۱۳۹۹ (باشگاه فوتسال مس سونگون)- ۱۴۰۱(باشگاه فوتسال مس سونگون )
  - نایب قهرمانی (۱): ۱۳۹۰ (گیتی‌پسند)
- لیگ قهرمانان فوتسال آسیا
  - قهرمان (۱): ۲۰۱۲ (گیتی‌پسند)
  - نایب قهرمانی (۱): ۲۰۱۷ (گیتی‌پسند)